# ギヴァー 記憶を注ぐ者
『ギヴァー 記憶を注ぐ者』（ギヴァーきおくをそそぐもの、The Giver）は、2014年にアメリカ合衆国で製作されたSF映画。ロイス・ローリーの児童文学『ザ・ギバー 記憶を伝える者』を原作にしている。監督はフィリップ・ノイスが務めた。出演はジェフ・ブリッジス、メリル・ストリープ、ブレントン・スウェイツ、アレクサンダー・スカルスガルド、ケイティ・ホームズ、オデイア・ラッシュ、キャメロン・モナハン、テイラー・スウィフト。

## ストーリー
近未来。人々は争いのない平和な理想郷“コミュニティー”で生活を送っていた。そこは徹底した管理社会であり、職業は全て長老委員会が決定し、人々は投薬によって感情や感覚を抑制され、娯楽も極端に制限されている。
友人と共に職業決定の日を迎えた青年ジョナスは、主席長老から“レシーヴァー（記憶を受け継ぐ者）”という大役に任命される。指示通りに“ギヴァー（記憶を注ぐ者）”と呼ばれる老人のもとへと向かうと、彼は過去のあらゆる記憶を蓄えている唯一の人物だという。訓練と称してギヴァーから記憶を受け継ぎ始めたジョナスは、音楽やダンスなどの文化、人類が今まで歩んできた愚かしくも輝かしい歴史に加え、愛や憎しみといった感情を知っていく。
平和のために人々の自由を奪うコミュニティーの在り方にジョナスが疑問を抱くようになった頃、家族ユニットに加わった赤ん坊ゲイブが“解放”の対象となったことを知らされる。“解放”の実態が投薬による殺人であることを知ってしまったジョナスは、次代のレシーヴァーであるゲイブを奪ってコミュニティーを脱出し、外の世界にある「レシーヴァーが到達すれば人々の記憶が戻る」とされる境界を目指す。
ジョナスを助けたギヴァーや友人たちはコミュニティーで捕らわれの身となり、その命も危険に晒されてしまうが、ジョナスが境界に到達したことで人々に記憶が戻り、事なきを得る。ジョナスは境界の傍で見つけた家へと足を向け、物語が終わる。

## キャスト
※括弧内は日本語吹替
ジョナス
演 - ブレントン・スウェイツ（増田俊樹）
記憶を受け継ぐ者“レシーヴァー”に任命された青年。ギヴァーから記憶を受け継ぐと同時に、“コミュニティー”の在り方が歪であることを教えられる。
ギヴァー
演 - ジェフ・ブリッジス（佐々木勝彦）
人類の記憶を蓄え、レシーヴァーに記憶を注ぐ者“ギヴァー”である老人。コミュニティーの在り方を変えるためにジョナスを導く。
主席長老
演 - メリル・ストリープ（鈴木弘子）
“コミュニティー”を統治する老人。人類の犯してきた過ちから、人々には自由や感情など不要であると考えている。
父親
演 - アレクサンダー・スカルスガルド（大隈健太）
ジョナスの家族ユニットにおける父親。新生児のゲイブを家族ユニットに連れ帰ってくる。
母親
演 - ケイティ・ホームズ（まつだ志緒理）
ジョナスの家族ユニットにおける母親。
フィオナ
演 - オデイア・ラッシュ（槙乃萌美）
ジョナスの友人。ジョナスの嘆願で投薬を一度回避したことで、彼への愛情を自覚するようになる。
アッシャー
演 - キャメロン・モナハン
ジョナスの友人。無人航空機のパイロットに任命され、コミュニティーの外にある世界のことをジョナスに教える。
ローズマリー
演 - テイラー・スウィフト（三木美）
先代のレシーヴァー。ギヴァーの娘。
リリー
演 - エマ・トレンブレイ

## 評価
レビュー・アグリゲーターのRotten Tomatoesでは172件のレビューで支持率は35%、平均点は5.30/10となった。Metacriticでは33件のレビューを基に加重平均値が47/100となった。